# Артюшинская (Виноградовский район)
Артюшинская — деревня в Виноградовском районе Архангельской области России. Входит в состав Виноградовского муниципального округа. До 2021 года входила в состав Осиновского сельского поселения, хотя первоначально планировалось включить в состав Конецгорского сельского поселения. Часть села Конецгорье.
Расположена в полукилометре от правого берега реки Северная Двина, при слиянии рек Конецгорский Полой и Вареньга.
С 2004 года по 2021 год — в Осиновском сельском поселении.

## Население
| 2002 | 2010 | 2012 |
| ---- | ---- | ---- |
| 26   | ↘25  | ↘19  |

Численность населения деревни, по данным Всероссийской переписи населения 2010 года, составляет 25 человек. На 1.01.2010 числилось 29 человек.

### Карты
- Топографическая карта P-38-39,40. (Лист Рочегда)
- Артюшинская на Wikimapia
- Артюшинская. Публичная кадастровая карта (недоступная ссылка — история).